# Inge Helten
Inge Helten, née le 31 décembre 1950 à Westum, est une ancienne athlète d'Allemagne de l'Ouest, spécialiste des épreuves de sprint.
Elle remporte la médaille de bronze du 100 mètres lors des Jeux olympiques d'été de 1976 à Montréal, devancée par sa compatriote Annegret Richter et l'Est-allemande Renate Stecher. Lors de ces mêmes Jeux, Helten obtient la médaille d'argent du relais 4 × 100 mètres.

## Palmarès

### Jeux olympiques
- Jeux olympiques d'été de 1976 à Montréal ( Canada)
  -  Médaille de bronze sur 100 m
  -  Médaille d'argent du relais 4 × 100 m